# Гулиев, Эшгин Элмидар оглы
Эшги́н Элмида́р оглы́ Гули́ев (азерб. Quliyev Eşqin Elmidar oğlu; 11 декабря 1990, Агтакля, Гардабанский район, Грузинская ССР, СССР) — азербайджанский футболист, полузащитник.

## Карьера

### Клубная
Профессиональную футбольную карьеру начал в 2005 году в Грузии, с выступления в тбилисской команде «Олимпик». Первый тренер — Тамаз Додашвили. Затем переехал в Азербайджан. С 2007 года защищал цвета клуба азербайджанской Премьер-лиги «Нефтчи» из Баку. В 2007—2008 годах выступал также в молодёжном составе команды, клубе «Нефтчи-2», время от времени привлекаясь в основной состав «Нефтчи». С апреля 2009 года является неизменным игроком основного состава.
В июле 2007 года был заявлен на матч Кубка УЕФА между бакинским «Нефтчи» и австрийским «Ридом». Дебют Эшгина Гулиева в Еврокубках состоялся 26 июля 2008 года, во время ответного матча третьего квалификационного раунда Кубка Интертото между «Нефтчи» и румынским «Васлуем».
Сезон 2011/12 провел в «Сумгаите», после чего вернулся в «Нефтчи». В бакинской команде закрепиться не получилось и сезон 2013/14 он начал в команде первой лиги «Араз».

## Достижения
- Чемпион Азербайджана: 2012

### В сборной

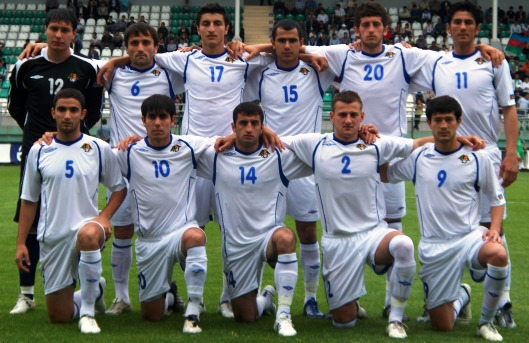
Эшгин Кулиев в составе молодёжной сборной Азербайджана под № 10.

Защищал цвета юношеских (до 17 и до 19) сборных Азербайджана. В ноябре 2008 года был призван в состав основной сборной страны на товарищеский матч Азербайджан — Албания, но из-за болезни не смог принять участия в игре.
Принял участие в первом Кубке мира среди военнослужащих.